# Bellavita (album)
Bellavita è un album del cantante italiano Leandro Barsotti, pubblicato dall'etichetta discografica BMG Ricordi nel 1996.

## Tracce
1. Lasciarsi amare
2. Vengo a dirti che ti amo
3. Ci sarà
4. Fammi un sorriso
5. Che cos'è
6. Sorella luna
7. Luca e Marco
8. Ci siamo anche noi
9. Sopra un filo
10. Bella vita

## Formazione
- Leandro Barsotti – voce
- Claudio Guidetti – pianoforte, cori, chitarra acustica, dobro, tastiera, basso, chitarra elettrica, Fender Rhodes, organo Hammond
- Michele Canova Iorfida – batteria elettronica, programmazione, vibrafono, sequencer, tastiera
- Flavio Scopaz – basso
- Elio Rivagli – batteria, percussioni
- Emanuele Cisi – sassofono tenore, sassofono soprano
- Lalla Francia, Moreno Ferrara – cori